# Spring Cup 2012
Lo Spring Cup 2012 (Russia F6 Futures 2012) è stato un torneo di tennis facente della categoria ITF Women's Circuit nell'ambito dell'ITF Women's Circuit 2012 e dell'ITF Men's Circuit nell'ambito dell'ITF Men's Circuit 2012. Sia il torneo maschile che quello femminile si sono giocati a Mosca in Russia: quello maschile dal 12 al 18 marzo, quello femminile dal 19 al 25 marzo su campi in cemento.

## Campioni

### Singolare maschile
Andis Juška ha battuto in finale  Deniss Pavlovs con il punteggio di 6(3)–7, 6–3, 6–1

### Doppio maschile
Andis Juška /  Deniss Pavlovs hanno battuto in finale  Sergej Betov /  Andrej Vasilevskij con il punteggio di 7–6(5), 6–1

### Singolare femminile
Margarita Gasparjan ha battuto in finale  Ljudmyla Kičenok che si è ritirata sul punteggio di 6–0

### Doppio femminile
Margarita Gasparjan /  Anna Arina Marenko hanno battuto in finale  Valentina Ivachnenko /  Kateryna Kozlova con il punteggio di 3–6, 7–6(4), [10–6]